# Madame Min
Madame Min (Madam Mim, também conhecida por Mad Madam Mim, no original em inglês), é um personagem da Disney, uma bruxa do bosque, ela é velha, maliciosa e muito poderosa.
Aparece pela primeira vez no desenho clássico A Espada era a Lei 
. Nessa ocasião, enfrentou num duelo de magia o Mago Merlin, mestre do jovem Rei Artur, que no desenho atendia pelo apelido de Verruga (Wart, em inglês).
Ao passar para os quadrinhos, foi adaptada à época atual. Enfrentou em outro duelo o Professor Pardal. Nessas histórias, o que acontece com mais frequência é ser enganada pelos vilões Irmãos Metralha e Mancha Negra, que buscam tirar proveito de seus poderes mágicos, mas que no fim sempre se dão mal.
Mancha Negra tornou-se sua paixão não correspondida.
Já fez dupla com Maga Patalógica, a famosa feiticeira criada por Carl Barks. Tornou-se sua melhor amiga e mora junto a ela em um antigo castelo medieval, com um dragão preso no calabouço. Outros animais de estimação da dupla são dois corvos, Perácio e Apolônio, e o gato Mefistófeles.
Embora esteja boa parte do tempo fazendo maldades, sozinha ou ao lado da Maga Palalógica, ao contrário dela, vez por outra acaba por fazer uma boa ação com crianças ou animais.

## Quadrinhos

### Almanaques
A Madame Min nunca teve uma revista regular no Brasil, mas protagonizou algumas edições especiais. Houve o Almanaque da Madame Min, com duas edições, outubro de 1988 e agosto de 1989. Além deste título próprio, esteve presente em um Almanaque das Bruxas, onde dividiu histórias com outras bruxas famosas, como sua inseparável amiga Maga Patalógica. Essa edição, única, é de outubro de 1990.

### Manuais Disney
Além dos almanaques, Madame Min esteve novamente com sua amiga Maga Patalógica no Manual da Maga & Min, uma das edições dos Manuais Disney lançados na década de 1970 pela Editora Abril. Esse, em específico, foi publicado em 1973. Depois, relançado em 1988 pela Editora Nova Cultural, com o mesmo nome.
O manual fala sobre mágicas, feitiços, assombrações e tudo mais relacionado ao mundo das bruxas e outros seres imaginários. Mais tarde, este e outros manuais foram reunidos na Biblioteca do Escoteiro-Mirim, em 1985. As capas eram diferentes, mas com o mesmo conteúdo.

## Madame Min em outras línguas
- Alemanha - Madam Mim
- Arábia Saudita - سيدتي ميم - Sydty Mym
- Brasil - Madame Min
- Bulgária - Мадам Мим - Madam Mim
- Colômbia - Madame Mim
- Coreia do Sul - 매드 마담 밈 - Maedeu Madam Mim
- China - 疯夫人米姆 - Fēng Fūrén Mǐmǔ
- Dinamarca - Madam Mim
- Espanha - Madam Mim
- Estados Unidos - Mad Madam Mim
- Estônia - Proua Ella
- Finlândia - Matami Mimmi
- França - Madame Mim
- Holanda - Madam Mikmak
- Indonésia - Madam Mikmak
- Inglaterra - Mad Madam Mim
- Islândia - Maddama Mimm
- Israel - משוגע גברת מינ
- Itália - Maga Magò
- Japão - マッド マダム ミム - Maddo Madamu Mimu
- Lapônia - Noaide Áhkku
- Letônia - Lēdija Mīma
- Noruega - Madam Mim
- Polônia - Wiedźma Mim
- Portugal - Madame Min
- Rússia - Мадам Мим - Madam Mim
- Sérvia - Госпа Мим - Gospa Mim
- Suécia - Madame Mim
- Turquia - Bayan Mim
- Tchecoslováquia - Madam Mimi
- Ucrânia - Мадам Мім - Madam Mim
- Vietnã - Phu nhân Mim